# Karen Tei Yamashita
Karen Tei Yamashita (?, 山下てい; Oakland, 8 gennaio 1951) è una scrittrice e drammaturga statunitense d'origine giapponese.

## Biografia
Nata nel 1951 a Oakland, ha ottenuto un Bachelor of Arts al Carleton College in letteratura inglese e giapponese.
Ha vissuto per nove anni in Brasile, dal 1975 al 1984, grazie ad una borsa di studio Thomas J. Watson Fellowship e lì ha conosciuto e sposato l'architetto brasiliano Ronaldo Lopes de Oliveira dal quale ha avuto due figli.
Dopo alcuni testi teatrali, ha esordito nella narrativa nel 1990 con il romanzo Through the Arc of the Rain Forest vincendo un American Book Awards.
Professoressa di letteratura all'Università della California, Santa Cruz, nel 2018 è stata insignita del Premio Dos Passos alla carriera.

## Opere

### Serie I Hotel
- I Hotel (2010)
- 1968: Eye Hotel (2014)

### Altri romanzi
- Through the Arc of the Rain Forest (1990)
- Brazil-Maru (1992)
- Tropic of Orange (1997)
- Circle K Cycles (2001)
- Letters to Memory (2017)

### Raccolte di racconti
- Anime Won (2014)
- Sansei and Sensibility (2020)

### Teatro
- O-Men: An American Kabuki (1977)
- Hiroshima Tropical (1984)
- Kusei: An Endangered Species (1986)
- Hannah Kusoh: An American Butoh (1989)
- Noh Bozos  (1993)
- Tokyo Carmen v. L.A. Carmen (1996)
- Jan Ken Pon (2012)
- Anime Wong: Fictions of Performance (2014)

## Premi e riconoscimenti
- Premio Janet Heidinger Kafka: 1990 vincitrice con Through the Arc of the Rain Forest
- American Book Awards: 1991 vincitrice con Through the Arc of the Rain Forest e 2011 vincitrice con I Hotel
- National Book Award per la narrativa: 2010 finalista con I Hotel[9]
- Premio Dos Passos: 2018
- Medal for Distinguished Contribution to American Letters[10]